# 4910 Kawasato
4910 Kawasato је Марсов тројански астероид са средњом удаљеношћу од Сунца која износи 2,439 астрономских јединица (АЈ).
Апсолутна магнитуда астероида је 14,2.